# Dendryphantes barrosmachadoi
Dendryphantes barrosmachadoi är en spindelart som beskrevs av Lodovico di Caporiacco 1955. Dendryphantes barrosmachadoi ingår i släktet Dendryphantes och familjen hoppspindlar. Inga underarter finns listade i Catalogue of Life.